# Vrcovice
Vrcovice település Csehországban, Píseki járásban. Vrcovice Čížová, Záhoří, Vojníkov és Písek településekkel határos. Lakosainak száma 186 fő (2024. január 1.).

## Népesség
A település lakosságának változását az alábbi diagram mutatja:
| Lakosok száma | 265  | 276  | 249  | 185  | 136  | 106  | 170  | 176  | 179  | 186  |
|               | 1869 | 1890 | 1921 | 1950 | 1980 | 2001 | 2017 | 2019 | 2022 | 2024 |